# René Brunelle Provincial Park
René Brunelle Provincial Park är en park i Kanada.   Den ligger i provinsen Ontario, i den sydöstra delen av landet, 600 km nordväst om huvudstaden Ottawa. René Brunelle Provincial Park ligger 225 meter över havet. Den ligger vid sjön Remi Lake.
Terrängen runt René Brunelle Provincial Park är mycket platt. Trakten runt René Brunelle Provincial Park är nära nog obefolkad, med mindre än två invånare per kvadratkilometer.. Närmaste större samhälle är Moonbeam, 12,0 km söder om René Brunelle Provincial Park. 
I omgivningarna runt René Brunelle Provincial Park växer i huvudsak blandskog.